# Liste der Bischöfe von Hull
Die Liste der Bischöfe von Hull stellt die bischöflichen Titelträger der Church of England, der Diözese von York, in der Province of York dar. Der Titel wurde nach der Stadt Kingston upon Hull mit einem Gesetz des Parlaments von England zur Ernennung von Weihbischöfen und Bischöfen in England und Wales aus dem Jahr 1534 benannt.
| Liste der Bischöfe von Hull | Liste der Bischöfe von Hull | Liste der Bischöfe von Hull | Liste der Bischöfe von Hull                          |
| --------------------------- | --------------------------- | --------------------------- | ---------------------------------------------------- |
| Von                         | Bis                         | Name                        | Anmerkungen                                          |
| 1538                        | 1579                        | Robert Pursglove            |                                                      |
| 1579                        | 1891                        | Abeyance                    | Abeyance                                             |
| 1891                        | 1910                        | Richard Blunt               |                                                      |
| 1910                        | 1913                        | John Kempthorne             | danach Bischof von Lichfield                         |
| 1913                        | 1929                        | Francis Gurdon              |                                                      |
| 1929                        | 1931                        | vakant                      | vakant                                               |
| 1931                        | 1934                        | Bernard Heywood             | vorher Bischof von Southwell, danach Bischof von Ely |
| 1934                        | 1957                        | Henry Vodden                |                                                      |
| 1957                        | 1965                        | George Townley              |                                                      |
| 1965                        | 1977                        | Hubert Higgs                |                                                      |
| 1977                        | 1981                        | Geoffrey Paul               | danach Bischof von Bradford                          |
| 1981                        | 1994                        | Donald Snelgrove            |                                                      |
| 1994                        | 1998                        | James Stuart Jones          | danach Bischof von Liverpool                         |
| 1998                        | 2014                        | Richard Frith               | danach Bischof von Hereford                          |
| 2015                        | 2022                        | Alison White                |                                                      |
| 2022                        | Gegenwart                   | Eleanor Sanderson           |                                                      |